# یوکو کاناس
یوکو کاناس (انگلیسی: Joaco Cañas؛ زادهٔ ۳۰ اوت ۱۹۸۷) بازیکن فوتبال است.